# ماست چکیده
ماست چکیده یا ماست کیسه‌ای یا خام پالو که در ایران برخی شرکتهای لبنی اخیراً با عنوان ماست یونانی می‌فروشند، از آبگیری ماست معمولی درست می‌شود. این کار را با گذراندن ماست معمولی از صافی‌های پارچه‌ای انجام می‌دهند. امکان دارد مواد دیگری مثل موسیر را هم به این نوع ماست اضافه کنند. این خوراکی طبع سرد دارد و هضم آسانی دارد. در آذربایجان به این نوع ماست "سوزمه" می‌گویند و از آن برای درست کردن کشک و پنیر "چوروتمه" استفاده می‌کنند.